# Stefan Bilinski
Stefan Bilinski (* 27. Juni 1972) ist ein ehemaliger polnischer Automobilrennfahrer.

## Karriere
Stefan Bilinski stieg 2007 mit dem Start im deutschen Renault Clio Cup in den Motorsport ein. In der Saison 2009 trat er im polnischen Kia Ceed Cup an.
2010 fuhr mit dem Team Förch Racing im Porsche Carrera Cup Deutschland und belegte zum Saisonende den 21. Gesamtrang. 2012 ging er ebenfalls mit Förch Racing zu einem Rennen des Porsche Supercup an den Start.
Von 2012 bis 2014 startete er in der Porsche GT3 Cup Challenge Central Europe. Dort erreichte er 2012 mit dem Vizemeistertitel, 2013 dem dritten Platz und 2014 dem Meistertitel seine größten Motorsporterfolge.
Danach beendete er seine Motorsportkarriere.
Bilinski bestritt einige Langstreckenrennen in seiner Motorsportlaufbahn. 2008, 2010 und 2011 fuhr er jeweils ein Rennen in der 24H Series. Dort erzielte er 2008 auf einem VW Golf V mit dem siebten Platz in der D1-Wertung seine beste Platzierung.